# Sant Bardòu
Sant Bardol o Sant Bàrdol ?? en occità i Saint-Bardoux en francès és un municipi francès, situat al departament de la Droma i a la regió d'Alvèrnia-Roine-Alps. L'any 2007 tenia 624 habitants.

## Demografia

### Població
El 2007 la població de fet de Saint-Bardoux era de 624 persones. Hi havia 207 famílies de les quals 28 eren unipersonals (16 homes vivint sols i 12 dones vivint soles), 69 parelles sense fills, 106 parelles amb fills i 4 famílies monoparentals amb fills.
La població ha evolucionat segons el següent gràfic:
Habitants censats

### Habitatges
El 2007 hi havia 236 habitatges, 220 eren l'habitatge principal de la família, 12 eren segones residències i 4 estaven desocupats. 228 eren cases i 6 eren apartaments. Dels 220 habitatges principals, 183 estaven ocupats pels seus propietaris, 24 estaven llogats i ocupats pels llogaters i 13 estaven cedits a títol gratuït; 1 tenia una cambra, 6 en tenien dues, 15 en tenien tres, 35 en tenien quatre i 163 en tenien cinc o més. 169 habitatges disposaven pel capbaix d'una plaça de pàrquing. A 62 habitatges hi havia un automòbil i a 149 n'hi havia dos o més.

### Piràmide de població
La piràmide de població per edats i sexe el 2009 era:
| Homes | Edats   | Dones |
| ----- | ------- | ----- |
| 0     | 95 o +  | 0     |
| 0     | 90 a 94 | 0     |
| 0     | 85 a 89 | 0     |
| 0     | 80 a 84 | 0     |
| 20    | 75 a 79 | 8     |
| 4     | 70 a 74 | 8     |
| 4     | 65 a 69 | 8     |
| 24    | 60 a 64 | 24    |
| 16    | 55 a 59 | 24    |
| 40    | 50 a 54 | 24    |
| 28    | 45 a 49 | 28    |
| 20    | 40 a 44 | 12    |
| 20    | 35 a 39 | 16    |
| 12    | 30 a 34 | 24    |
| 20    | 25 a 29 | 4     |
| 16    | 20 a 24 | 12    |
| 32    | 15 a 19 | 16    |
| 24    | 10 a 14 | 4     |
| 16    | 5 a 9   | 20    |
| 8     | 0 a 4   | 8     |

## Economia
El 2007 la població en edat de treballar era de 412 persones, 310 eren actives i 102 eren inactives. De les 310 persones actives 290 estaven ocupades (158 homes i 132 dones) i 20 estaven aturades (11 homes i 9 dones). De les 102 persones inactives 36 estaven jubilades, 40 estaven estudiant i 26 estaven classificades com a «altres inactius».

### Ingressos
El 2009 a Saint-Bardoux hi havia 210 unitats fiscals que integraven 614 persones, la mediana anual d'ingressos fiscals per persona era de 18.348 €.

### Activitats econòmiques
Dels 18 establiments que hi havia el 2007, 9 eren d'empreses de construcció, 5 d'empreses de comerç i reparació d'automòbils, 2 d'empreses immobiliàries i 2 d'empreses de serveis.
Dels 8 establiments de servei als particulars que hi havia el 2009, 3 eren paletes, 2 guixaires pintors, 1 fusteria i 2 electricistes.
L'any 2000 a Saint-Bardoux hi havia 43 explotacions agrícoles que ocupaven un total de 760 hectàrees.

## Equipaments sanitaris i escolars
El 2009 hi havia una escola elemental.

## Poblacions més properes
El següent diagrama mostra les poblacions més properes.